# Bampton
Bampton é uma vila em Oxfordshire, Inglaterra, ele tem uma população de 2.505. (2001)